# Stieg 7 (Quedlinburg)

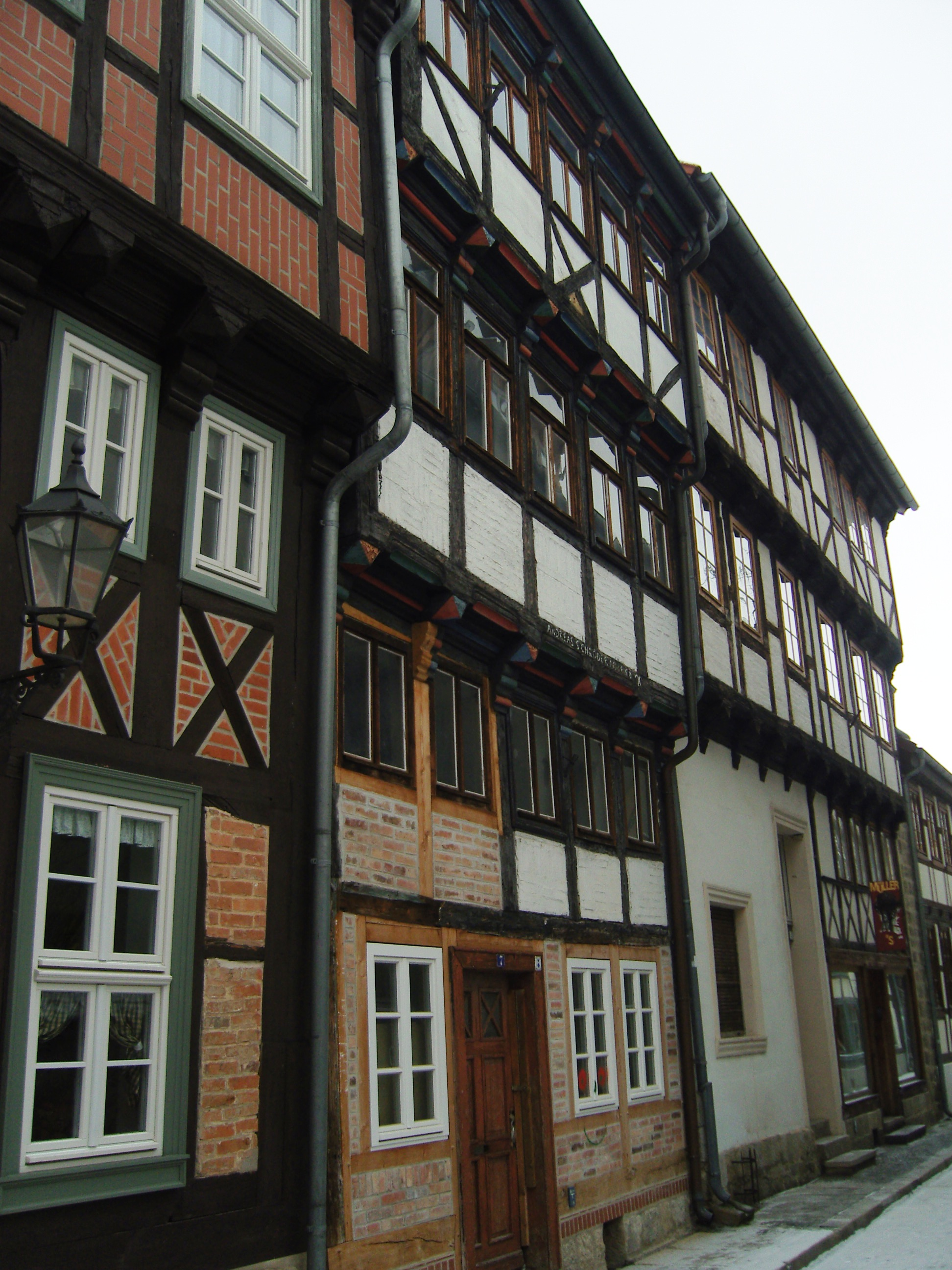
Haus Stieg 7

Das Haus Stieg 7 ist ein denkmalgeschütztes Gebäude in der Stadt Quedlinburg in Sachsen-Anhalt.

## Lage
Es befindet sich östlich des Marktplatzes der Stadt und gehört zum UNESCO-Weltkulturerbe. Im Quedlinburger Denkmalverzeichnis ist es als Wohnhaus eingetragen. Westlich grenzt das gleichfalls denkmalgeschützte Haus Stieg 6, östlich das Haus Stieg 8, 9 an.

## Architektur und Geschichte
Das dreigeschossige Fachwerkhaus entstand im Jahr 1668. Eine am Gebäude befindliche, mit gekreuzten Beilen versehene Inschrift benennt den Zimmermeister ANDREAS SCHRÖDER als Baumeister. Das Gebäude verfügt über ein Zwischengeschoss. Als zierende Elemente finden sich Pyramidenbalkenköpfe, Schiffskehlen, Fußstreben und Andreaskreuze. Die Gefache sind mit Zierausmauerungen versehen.